# Habromys lepturus
Habromys lepturus är en däggdjursart som först beskrevs av Clinton Hart Merriam 1898.  Habromys lepturus ingår i släktet Habromys och familjen hamsterartade gnagare. IUCN kategoriserar arten globalt som akut hotad. Inga underarter finns listade i Catalogue of Life.
Individerna blir 10,4 till 11,6 cm långa (huvud och bål), har en 10,3 till 14,6 cm lång svans och 2,4 till 2,8 cm långa bakfötter. Vikten är cirka 32 g och öronen är 2,0 till 2,3 cm stora. Ovansidans päls har en ockra färg med inslag av gult eller orange och på undersidan förekommer ljusgrå till vit päls. De nakna och tunna öronen har en mörk färg. Även fötterna är mörka och svansen har vanligen en mörk ovansida samt en ljus undersida. Hos några exemplar är svansen helt mörk.
Denna gnagare förekommer i ett mindre bergsområde i södra Mexiko som ligger cirka 2500 meter över havet. Habitatet utgörs av kalla molnskogar med ormbunkar och lav som undervegetation.
Fortplantningstiden sträcker sig från slutet av den torra perioden till början av regntiden. Per kull föds upp till nio ungar. Habromys lepturus är nattaktiv och den går på marken eller klättrar i växtligheten.